# Clement Lebopo
Clement Mabothile Lebopo (* 31. Dezember 1974 oder 25. Dezember 1975) ist ein ehemaliger lesothischer Leichtathlet. Er war spezialisiert auf Marathonlauf.

## Sport
Im Alter von 33 Jahren trat Lebopo bei den Olympischen Sommerspielen 2008 in Peking an. Zusammen mit seinen Teamkollegen Tsotang Maine und Moses Mosuhli lief er im Marathon, beendete den Lauf jedoch nicht. Er erreichte nur die 10-km-Marke.